# Сіханізо Дламіні
Принцеса Сіханізо Дламіні (нар. 1 вересня 1987) — міністерка інформаційних технологій та зв'язку, акторка та реперка (під псевдонімом Pashu). Старша донька короля Есватіні Мсваті III.

## Біографія
Сіханізо Дламіні народилася 1 вересня 1987 року першою з 30 дітей короля Мсваті III. Її мати королева Інхосікаті ЛаМбікіза (Сібонело Мнгометулу). Принцеса має 200 тіток і дядьків, не включаючи їх подружжя.
Навчалася в коледжі Святого Едмунда, Гартфордшир. Потім продовжила вивчати акторську майстерність в Університеті Біола,Каліфорнія. У 2012 році закінчила Сіднейський університет з магістерським ступенем в області цифрових комунікацій. Під час навчання в Австралії майже ніхто з оточення не знав про її походження.
У 2001 році Мсваті III запровадив для боротьби з епідемією СНІДу обітницю цноти умчвашо для всієї молоді країни. Принцесу критикували за невиконання обітниці під час навчання за кордоном, де вона мала репутацію бунтарки, виступаючи проти традицій її батьківщини, зокрема, носила джинси та міні-спідниці, заборонені жінкам Свазіленду.
14 грудня 2003 року у газеті «Таймс оф Свазіленд» з'явилася публікація, що на тогорічну подорож принцеси до США та Великої Британії було витрачено один мільйон ліланґені (100 000 $) з бюджету країни. Прем'єр-міністр Свазіленду спростував це у своїй заяві.
Напередодні фестивалю Умхланга у 2005 році принцеса влаштувала вечірку у резиденції своєї матері. За відмову працівникові палацу вимкнути музику учасниць заходу побили палицями. Принцеса опублікувала фотографію з синцями.
У 2006 Сіханізо Дламіні виступила з критикою багатоженства у Свазіленді: «Полігамія вигідна тільки чоловікам. Для мене це справжнє зло». Після цих слів їй на деякий час заборонили контактувати з пресою.
В кінці вересня 2013 року принцеса мала тригодинну розмову у Твіттері із забороненою у Есватіні організацією, Народним Об'єднаним демократичним рухом. Після цього акаунт Дламіні був видалений без пояснення причин.
За підтримки короля у квітні 2014 року заснувала Фонд Імбалі, що займається охороною здоров'я, освітою та духовністю. Дламіні проводить конкурс краси Міс Свазіленд туризм. Завдяки їй Свазілендське товариство глухих отримало підтримку держави у проведенні конкурсу Міс нечуюча Африки.
Принцеса входить до ради директорів місцевого відділення африканського мобільного оператора MTN. З 3 листопада 2018 року вона обіймає посаду міністерки інформаційних технологій та зв'язку.

## Творчість
Принцеса Сіханізо є акторкою та реперкою, відомою на батьківщині під псевдонімом Pashu. Захопилася репом у підлітковому віці.
У 2013 році під час короткого стажування у малайзійському Університеті Лімкоквінг записала сингл під назвою «Хай живе Ваша Величність» на честь батька. Пісня дебютувала на церемонії присвоєння королю Мсваті III звання почесного доктора Університету Лімкоквінг.

## Дискографія
1. «Abeze Kim» (feat M'du and Prince Lindani)
2. «Hail Your Majesty»